# 利丽·贝利绍娃
利丽·贝利绍娃（1926年10月14日—2018年4月23日）是前阿尔巴尼亚劳动党中央政治局委员、中央书记处书记。1944年－1960年，她是阿尔巴尼亚的重要政治人物。

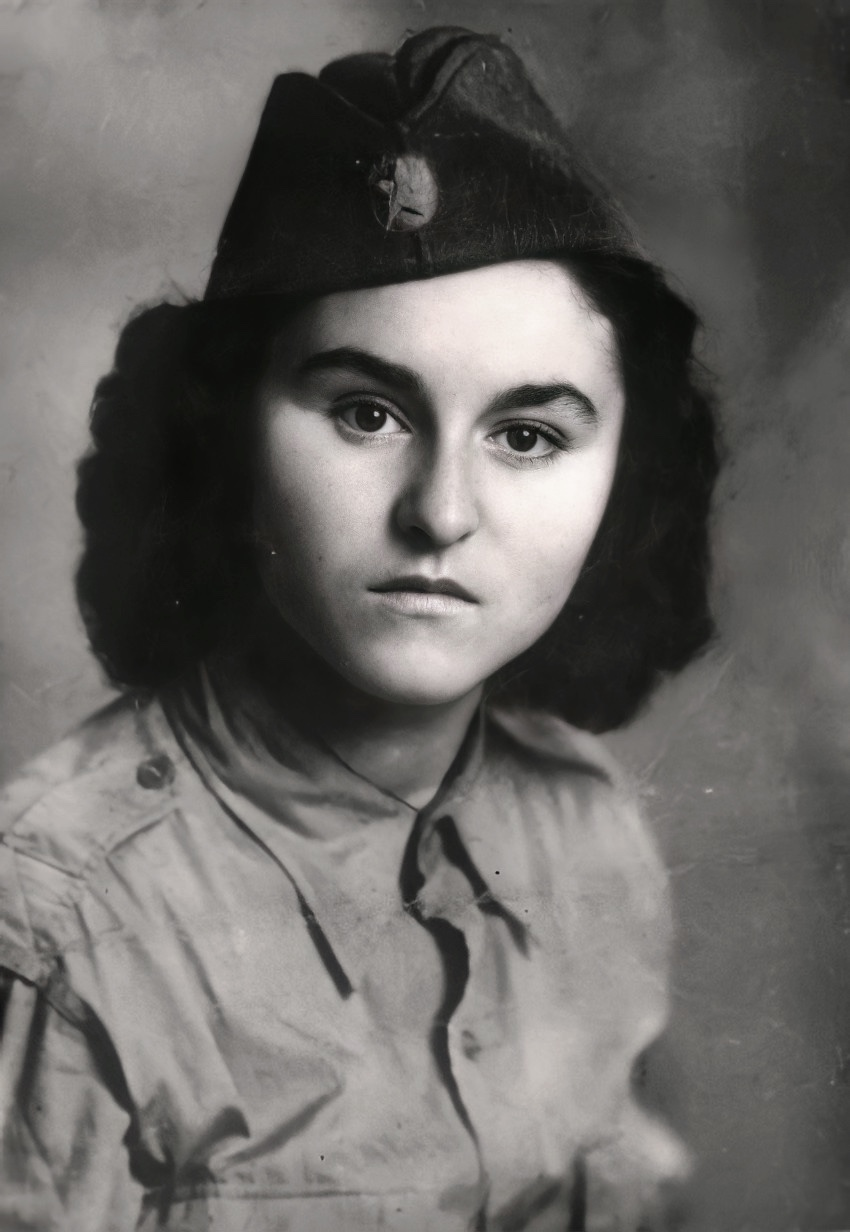
利丽·贝利绍娃，1944年

1926年，她出生于马拉卡斯特的巴尔什。在家乡读完小学后，到地拉那上中学。1941年初，由于参加革命活动一度被停学，后因参加反法西斯活动被学校开除。1943年2月，加入阿尔巴尼亚共产党，任阿尔巴尼亚共产主义青年联盟地拉那州委委员、共产主义青年联盟地拉那市委书记和共产党地拉那市委委员、共产主义青年联盟地拉那州委政治书记和共产党地拉那州委委员。1944年，曾被法西斯占领者逮捕。1944年8月，在第一届反法西斯青年联盟代表大会上被选为青年联盟书记和共产主义青年联盟中央委员。1945年4月，在第二届反法西斯青年联盟代表大会上再次当选为青年联盟书记处书记和共产主义青年联盟组织书记。1946年，担任共产主义青年联盟中央政治书记。1946年10月，在第三届反法西斯青年联盟代表大会上当选为人民青年联盟主席。1944年11月，在阿尔巴尼亚共产党中央委员会第二次全会上当选为中央委员。在阿尔巴尼亚劳动党的“一大”、“二大”、“三大”上均当选为中央委员、政治局委员和中央书记，主管宣传和意识形态工作。她曾是阿尔巴尼亚人民议会代表，曾任人民议会主席团委员、阿尔巴尼亚民主阵线全国委员会主席团委员。1960年，随团访问中国。同年9月，因其在苏阿论战中的亲苏立场，被开除出党，并被定性为“党和人民的叛徒和敌人”。
1960年11月9日，她和家人被遣往吉诺卡斯特区的国营农场，在那里，她担任教师，她的丈夫马乔·乔莫（曾于1954年—1960年任阿尔巴尼亚农业部长）担任农场场长。后来，她的丈夫也被开除党籍，他们被送到发罗拉附近的库奇拘留，后来又被转移到普罗戈纳特、兹韦尔涅茨和策里克拘留。1991年，贝利绍娃回到地拉那。
2018年4月23日，贝利绍娃去世，享年91岁。